# Cherish
Cherish – amerykański zespół wykonujący muzykę z pogranicza R&B, hip-hopu i popu, istniejący od 2003 roku. W skład wchodzą siostry: Farrah King (ur. 1984), Neosha King (ur. 1986), Felisha King (ur. 1987) i Fallon King (ur. 1987). Dwie ostatnie są bliźniaczkami. Dziewczyny pochodzą z Atlanty w Georgii, USA. Grupa śpiewa dla wytwórni Capitol Records i Sho’nuff Records.

## Dyskografia

### Albumy
| Rok  | Informacje                                                | Najwyższa pozycja | Najwyższa pozycja | Najwyższa pozycja | Sprzedaż i certyfikaty   |
| Rok  | Informacje                                                | U.S.              | U.S. R&B          | UK                | Sprzedaż i certyfikaty   |
| ---- | --------------------------------------------------------- | ----------------- | ----------------- | ----------------- | ------------------------ |
| 2006 | Unappreciated - Pierwszy album - Wydany: 15 sierpnia 2006 | 4                 | 4                 | 80                | - U.S. sprzedaż: 537,487 |
| 2008 | The Truth - Drugi album - Wydany: 13 maja 2008            | 28                | 6                 | —                 | - U.S. sprzedaż: 30,659  |

### Single
| Rok  | Piosenka                      | U.S. | U.S. R&B | U.S. Pop | UK  | NZ | Album         |
| ---- | ----------------------------- | ---- | -------- | -------- | --- | -- | ------------- |
| 2003 | „Miss P.” (featuring Da Brat) | —    | 87       | —        | —   | —  |               |
| 2006 | „Do It to It”                 | 12   | 10       | 9        | 30  | 3  | Unappreciated |
| 2006 | „Unappreciated"               | 41   | 14       | 65       | 187 | —  | Unappreciated |
| 2007 | „Killa” (featuring Yung Joc)  | 39   | 53       | 23       | 52  | 18 | The Truth     |
| 2008 | „Amnesia"                     | —    | 61       | —        | —   | —  | The Truth     |